# Réactions internationales à la guerre du Donbass
De nombreux États et organisations internationales ont réagi à la guerre du Donbass, une phase de la guerre russo-ukrainienne qui s'est déroulée de 2014 à 2022 dans la région historique du Donbass, dans l'est de l'Ukraine.

## Organisations
- - Pour.
- - Contre.
- - Abstention.
- - Absent.
- - Non-membres.

Réactions par pays :
- État pour une résolution pacifique du conflit.
- État en faveur de l'intégrité territoriale de l'Ukraine.
- État condamnant les actes russes.
- État condamnant les actes russes et les interprétant comme une intervention militaire.
- État soutenant l'intervention russe.
- État reconnaissant les intérêts légitimes russes.
- Ukraine.
- Russie.

 ONU :

Les votes à l'Assemblée générale des Nations unies concernant l'intégrité territoriale de l'Ukraine, résolution 68/262 du 27 mars 2014.
- Pour.
- Contre.
- Abstention.
- Absent.
- Non-membres.

- Le 17 mars 2014, le secrétaire général des Nations unies Ban Ki-moon a condamné la violence qui a eu lieu dans l'Est de l'Ukraine le week-end du 14 au 16 mars et a exhorté toutes les parties « à s'abstenir de toute violence et à s'engager à la désescalade et dans un dialogue national pour la poursuite d'une solution politique et diplomatique[1] ».
- Le 27 mars, l'Assemblée générale des Nations unies adopte une résolution dénonçant le référendum en Crimée (estimant qu'il n'avait aucune validité) et l'annexion russe de la péninsule. La résolution recueille 100 voix pour, 11 voix contre et 58 abstentions, sur les 193 États membres[2].
- Le 21 juillet, à la demande de la Russie, le Conseil de sécurité des Nations unies se réunit et adopte une résolution demandant un accès sécurisé et illimité au site de l’écrasement du vol MH17, appelant ainsi toutes les parties sur le terrain à une coopération complète dans le cadre de l'enquête internationale.
- Le 14 janvier 2015, le secrétaire général des Nations unies Ban Ki-moon condamne le bombardement d'un bus au sud de Donetsk (zone sous contrôle des prorusses) et réclame une enquête, demandant que les responsables « soient traduits en justice »[3].
- Le 22 février 2022, António Guterres, secrétaire général des Nations unies, lance un appel « à la désescalade dans la crise ukrainienne, [...] à un cessez-le-feu immédiat et au rétablissement de l'Etat de droit. »[4]. Il demande à la Russie d'appliquer tous les principes de la Charte des Nations unies[5]. La reconnaissance de l'indépendance de plusieurs régions du Donbass par Moscou est, toujours selon le secrétaire général de l'ONU, « une violation de la souveraineté et de l’intégrité territoriale de l’Ukraine »[4], tout en appelant à la négociation. Le 25 février 2022, un projet de résolution pour condamner l’attaque militaire russe en Ukraine et demandant le retrait immédiat des troupes russes, est présenté par l'Albanie et les États-Unis. Il reçoit un vote contre, celui de la Russie, 11 votes pour et 3 abstentions (Émirats arabes unis, Chine et Inde)[6]. En tant que membre permanent du Conseil de sécurité, la Russie a fait usage de son droit de veto qui lui permet de rejeter ce projet de résolution.

 OTAN :
- Le 5 mars 2014, le Pentagone annonce envoyer six avions de combat et un avion de ravitaillement supplémentaires afin d'augmenter les quatre participant déjà à la mission Baltic Air Policing[7],[8].
- Le 7 mars, la Turquie, membre de l'OTAN, fait décoller six de ses F-16 après qu'un avion espion russe a volé près de ses côtes au large de la mer Noire (celui-ci serait néanmoins resté dans l'espace aérien international)[9].
- Le 10 mars, des avions Awacs de l'OTAN sont envoyés au-dessus de la Pologne et de la Lituanie pour surveiller la frontière russe (exclave de Kaliningrad[10]).
- Le 29 août 2014, le secrétaire général de l'Organisation du traité de l'Atlantique nord, Anders Fogh Rasmussen déclare : « Il est désormais clair que des troupes et de l'équipement russes ont franchi la frontière. Nous appelons la Russie à cesser ses actions militaires illégales, à arrêter son soutien aux séparatistes armés et à prendre les mesures immédiates et vérifiables en vue d'une désescalade de cette crise. »
- Le 31 août, le Frankfurter Allgemeine Zeitung affirme que l'OTAN s'apprêterait à ouvrir cinq nouvelles bases en Europe centrale et de l'Est de quatre mille hommes afin de garantir la sécurité de l'Europe contre la Russie[11].

## États

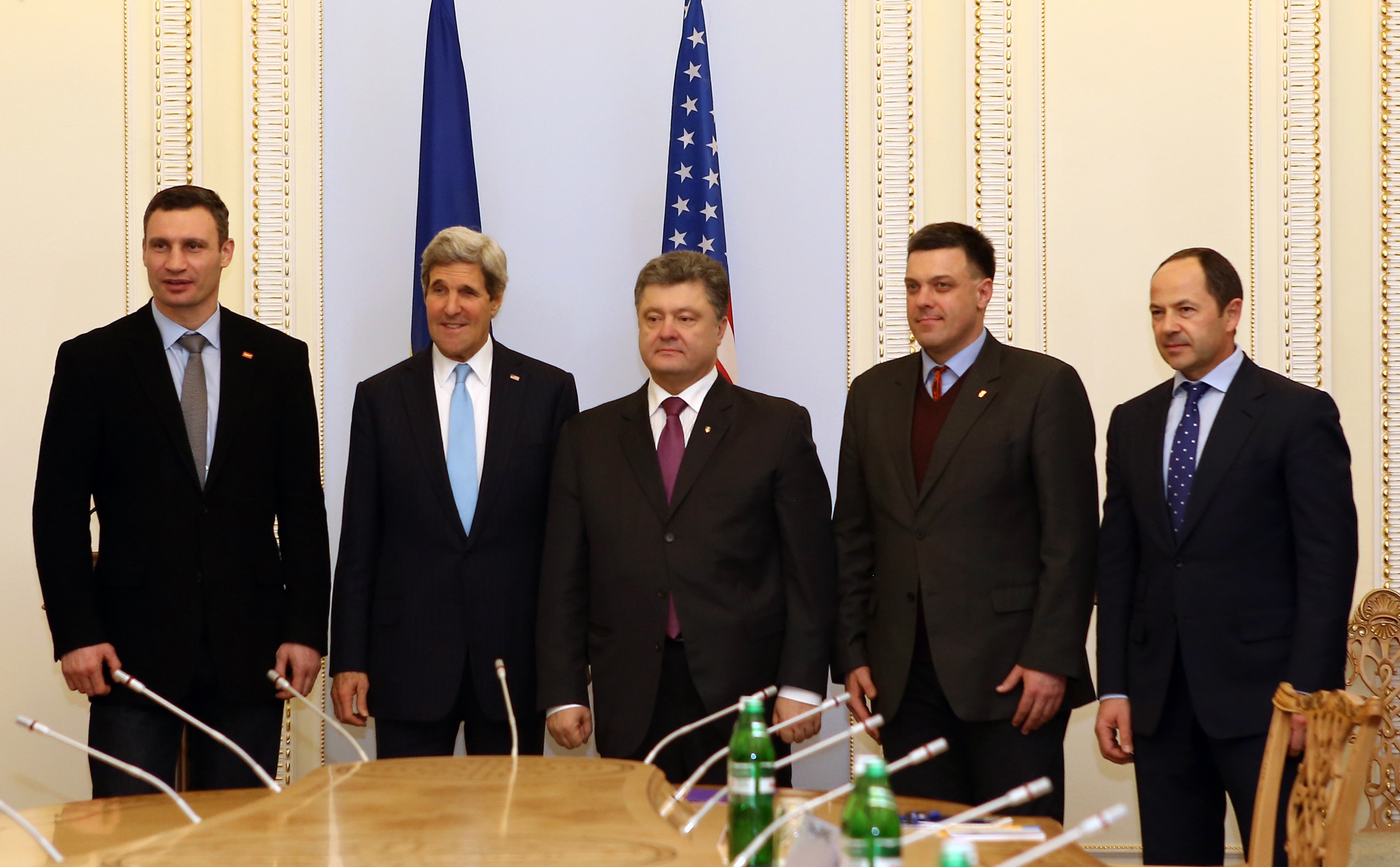
Le secrétaire d'État des États-Unis John Kerry (2e en partant de la gauche sur la photo) lors d'une réunion avec des membres du gouvernement ukrainien à Kyïv, le 4 mars 2014.

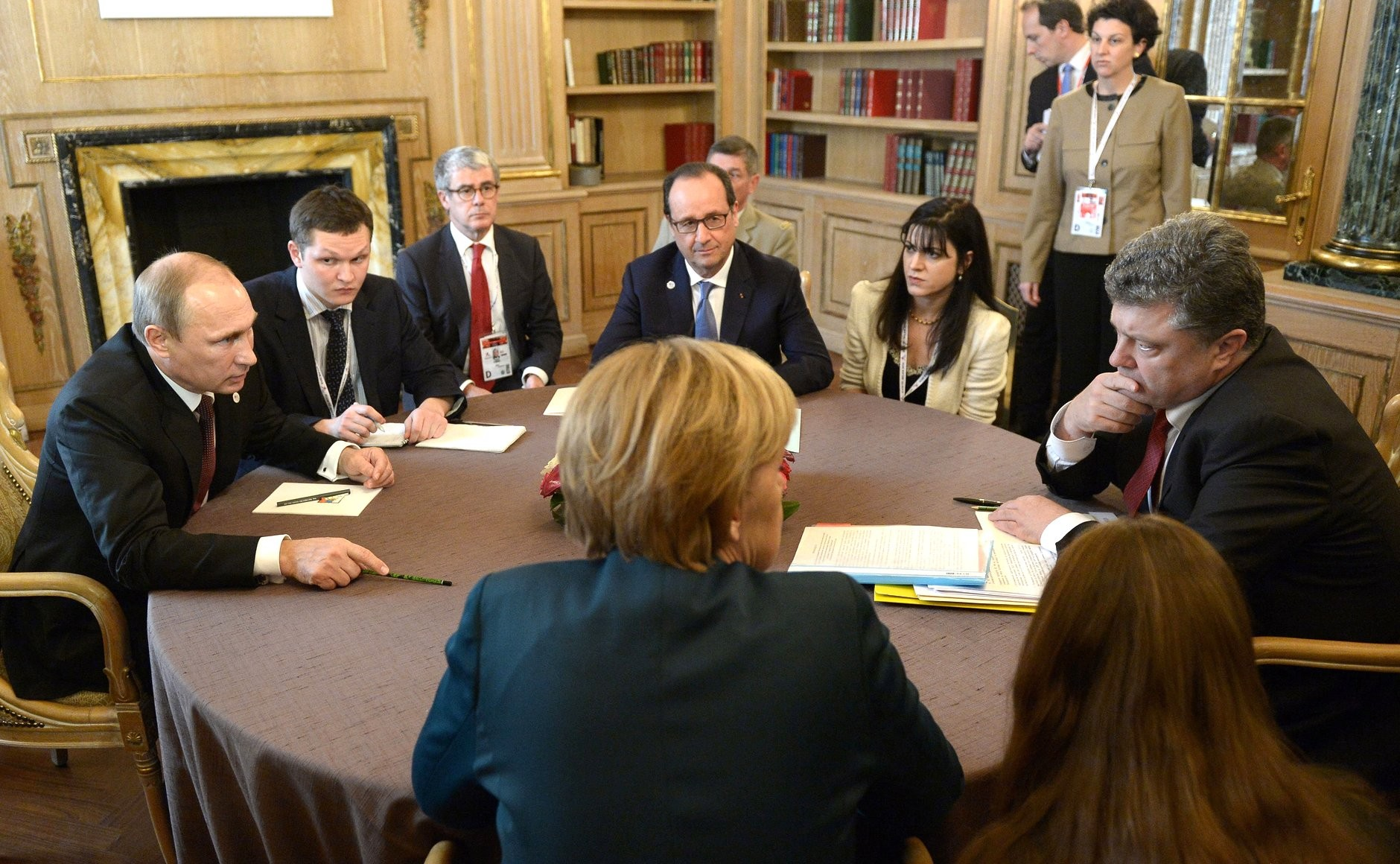
Rencontre à Milan (Italie) entre le président de la Russie Vladimir Poutine (à gauche), le président de l'Ukraine Petro Porochenko (à droite), la chancelière de l'Allemagne Angela Merkel (de dos) et le président de la France François Hollande (de face), le 17 octobre 2014.

Le 6 mars, Shiv Shankar Menon, conseiller à la sécurité nationale de la République indienne, appelle toutes les parties impliquées à chercher une solution pacifique à cette crise diplomatique ; questionné sur la position officielle de l'Inde sur les événements qui se déroulent en Ukraine, il déclare « nous espérons que, quels que soient les problèmes internes en Ukraine, ils puissent être résolus pacifiquement, ainsi que les problématiques plus large de réconcilier les différents intérêts impliqués, et il y a des intérêts russes ainsi que d'autres qui sont impliqués. Nous espérons qu'ils seront discutés, négociés et qu'une résolution satisfaisante de ces conflits d'intérêts sera trouvée ». Le 8 mars 2014, l'Inde déclare que les « intérêts russes en Crimée sont légitimes ».
Le président de la république serbe de Bosnie, Milorad Dodik, déclare que le référendum organisé en Crimée est légitime.
 Allemagne :
- Le 20 mars 2014, quatre jours après le référendum de Crimée du 16 mars, la chancelière allemande Merkel évoque la possibilité de davantage de sanctions de l'Union européenne contre la Russie[15], tandis qu'Obama annonce imposer des sanctions contre vingt citoyens russes, dont des proches du Président Poutine et contre la banque russe Rossiya (17e plus importante banque de Russie) en réponse à l'annexion de la Crimée. Il refait par ailleurs part du soutien de l'OTAN aux États baltes[16].

 États-Unis :
- Le 6 mars 2014, les États-Unis annoncent envoyer 12 avions et 300 personnels en Pologne en réponse vraisemblablement aux activités russes en Crimée[17],[18].
- Le 7 avril 2014, le secrétaire d'État américain John Kerry déclare que le conflit à Kharkiv, Donetsk, Louhansk et Marioupol est une « campagne soigneusement orchestrée avec le soutien russe[19] ». La sous-secrétaire d'État, Victoria Nuland, a déclaré que les États-Unis n'ont aucun doute sur le fait que les Russes sont bien derrière les prises de contrôle de bâtiments gouvernementaux dans l'est de l'Ukraine[20].
- Le 15 avril, Obama presse Poutine « d'user de son influence avec les groupes armés[21] ».
- Le 28 août, Obama, menaçant d'adopter de nouvelles sanctions contre Moscou, déclare que « la Russie est responsable de la violence dans l'est de l'Ukraine. La violence est encouragée par la Russie. ».
- Le 30 août, la porte-parole du conseil de sécurité nationale, Caitlin Hayden, déclare : « nous saluons le consensus de l'Union européenne qui a montré un soutien fort de la souveraineté et de l'intégrité territoriale de l'Ukraine, et également invité à préparer de nouvelles sanctions contre la Russie qui seront examinées dans les jours prochains. ».

 France :

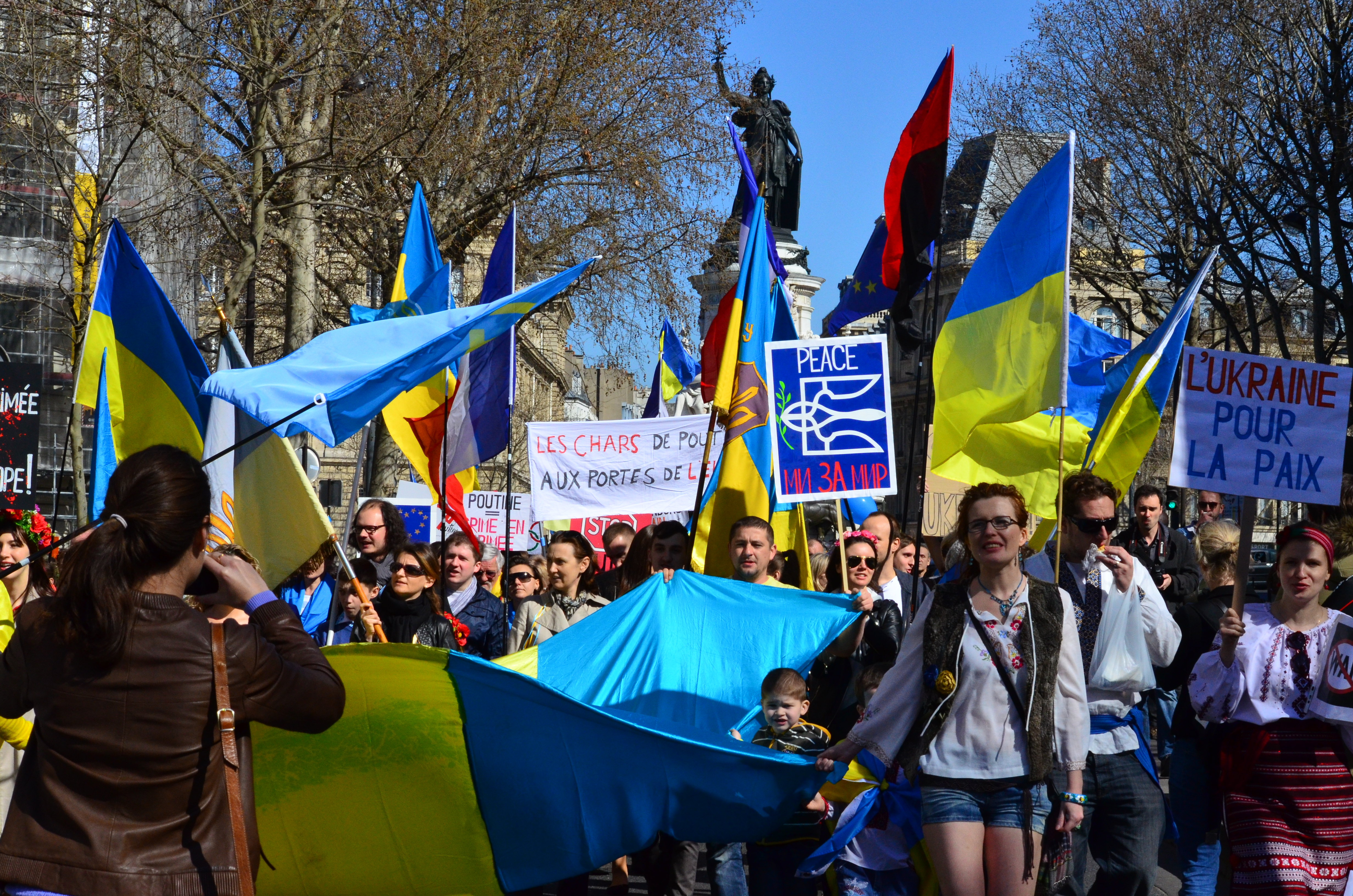
À Paris, une manifestation pro-ukrainienne pour la paix en Ukraine, le 16 mars 2014.

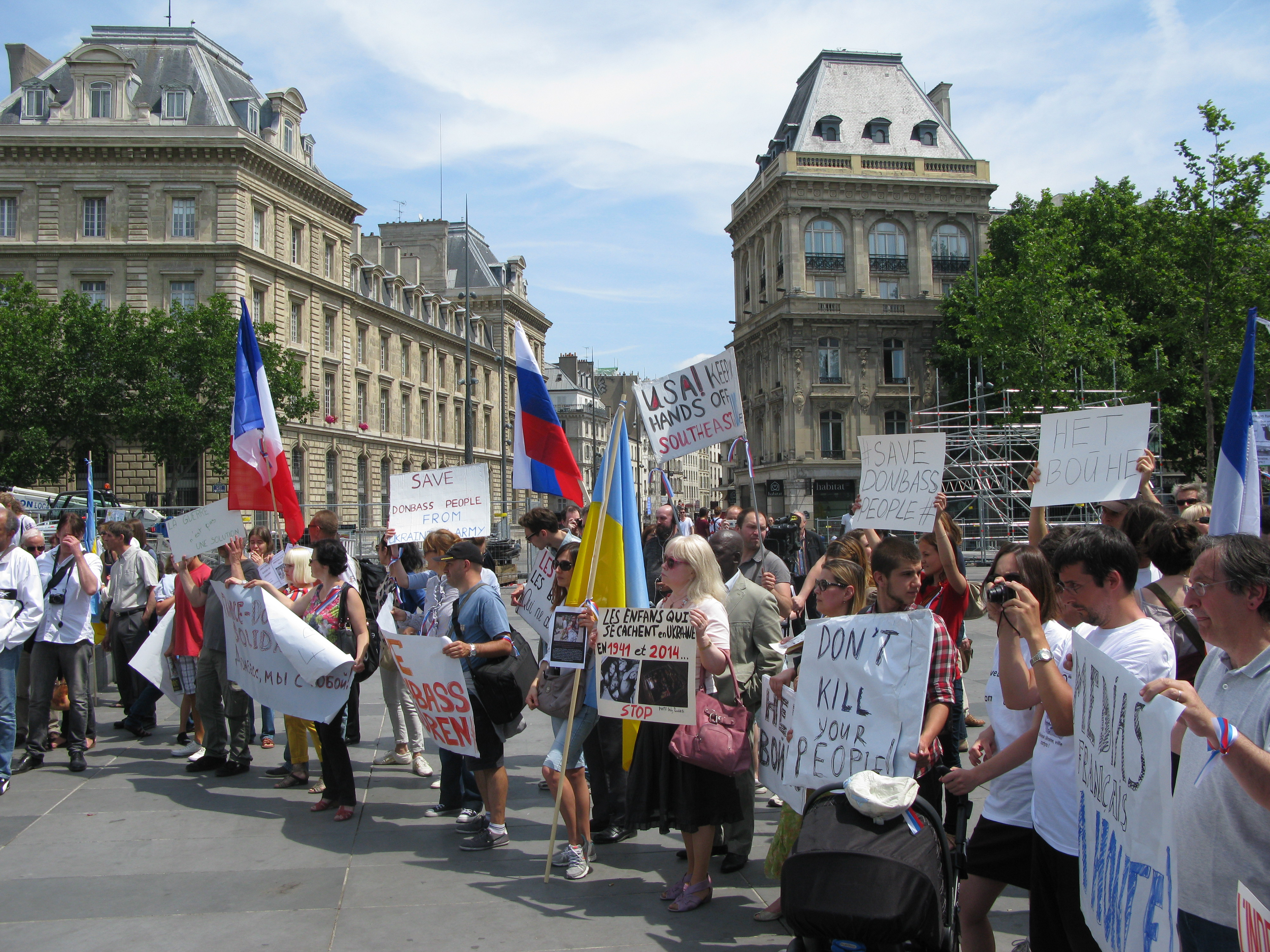
À Paris, une manifestation prorusse le 22 juin 2014.

- Le 29 août 2014, le ministre des Affaires étrangères français, Laurent Fabius, déclare que « lorsqu'un pays envoie des forces militaires dans un autre pays sans l'accord et contre l'accord de cet autre pays, ça s'appelle une intervention et évidemment c'est inacceptable. Si la Russie ne modifie pas en urgence son comportement, il est probable que les sanctions européennes seront renforcées. ».

 Russie :
- Le 28 mars 2014, Lavrov affirme que la Russie n'a pas l'intention d'envahir l'Ukraine orientale[22] alors que 100 000 soldats russes seraient massés près de la frontière ukrainienne, prêts à rejouer le scénario de la Crimée dans l'est du pays selon le gouvernement ukrainien[23].
- Le 6 avril 2014, Lavrov explique aux médias que c'est l'Union européenne et les États-Unis, et non pas la Russie, qui se sont rendus coupables de la déstabilisation de l'Ukraine et que son pays fait tout pour promouvoir la stabilité de l'Ukraine[24]. Ces déclarations sont ressenties comme étant ironiques en Ukraine.
- Le 20 juillet, la Russie, par la voix de Poutine, demande à l'ONU qu'une enquête internationale indépendante soit diligentée, procédure qui est engagée par la réunion le 21 juillet du Conseil de sécurité des Nations unies.
- Le 28 août, Vitali Tchourkine, représentant de la Russie à l'ONU, admet en session du Conseil de sécurité à New York que « des volontaires russes combattent dans le Donbass ».

 Mongolie : la Mongolie s'abstient de faire des déclarations.

### Présence russe et déclarations de Vladimir Poutine
Le 4 mars 2014, Poutine s'exprime lors d'une conférence de presse à propos de la situation en Ukraine et dénonce la Révolution ukrainienne de 2014 comme un « coup anticonstitutionnel ». Il insiste sur le fait que la Russie a le droit de « protéger ses citoyens en Ukraine ».
Le 16 avril, Poutine en appelle à l'ONU pour trouver une solution diplomatique au conflit alors que les États-Unis affirment que « le gouvernement ukrainien a la responsabilité d'assurer le droit et l'ordre et que ces provocations dans l'est de l'Ukraine créent une situation à laquelle le gouvernement doit répondre ».
Le 21 août, Andriï Lyssenko, porte-parole militaire ukrainien déclare que des militaires russes auraient été observés en Ukraine. Puis le 27 août, le président ukrainien affirme que des troupes russes sont entrées en Ukraine. Au Conseil de sécurité de l'ONU, les États-Unis appellent Moscou à cesser « d’alimenter le conflit ».
Le 28 août, selon le journal français Le Figaro, alors que le nombre de soldats russes présents sur le territoire ukrainien se compterait en milliers, et il serait dit à leurs familles qu'ils sont en manœuvre hors des réseaux de téléphonie mobile.
Le lendemain, c'est le journal français L'Express qui rapporte les propos de Lidia Sviridova et de Valentina Melnikova de l'Union des comités de mères de soldats de Russie. Valentina pense que des soldats russes sont envoyés de force en Ukraine et déclare : « Poutine viole non seulement les lois internationales, la Convention de Genève, mais aussi la loi russe. Quant au commandant en chef des forces aériennes, il oblige ses hommes à combattre dans un pays étranger, l'Ukraine, quand leurs mères reçoivent des cercueils anonymes ». Ella Poliakova, présidente du comité des mères de soldats de Saint-Pétersbourg, et Sergueï Krivenko, directeur du groupe « Le Citoyen et l'armée », affirment que 100 conscrits russes seraient morts près de Snijne en Ukraine. Pour Lidia Sviridova du Comité des mères de Saratov, certaines familles sont désemparées et « demandent quoi faire, avec des conscrits forcés à signer des contrats pour être envoyés à la frontière ». Par ailleurs selon le magazine français L'Express, des documents seraient signés sous la contrainte pour attester que les soldats sont volontaires. Des soldats russes tués dans l'est de l'Ukraine seraient enterrés dans des tombes anonymes selon ce même magazine.
Le ministère russe de la Défense, qui nie la mort de 100 soldats russes en Ukraine, parle d'un « délire […], qui mérite une attention sérieuse seulement de la part de la société des psychiatres russes ». Immédiatement, le comité des mères de soldats de Saint-Pétersbourg, sous prétexte qu'il reçoit son financement de diverses ONG américaines, est classé « agent étranger » par le ministère russe de la Justice.
Les militaires russes capturés près du village de Dzerkalny, dans les environs de Louhansk, dans le territoire ukrainien, indiquent qu'une unité entière russe est présente à sept kilomètres de leur lieu de capture. Les soldats de cette unité ne portent pas leur insigne, mais portent toutefois le même uniforme que les soldats capturés. Les numéros d'identification de leurs véhicules sont illisibles car recouverts de peinture blanche.
Selon certains officiels militaires russes, la présence de soldats et d'armement militaire sur le territoire ukrainien serait le fait d'une « erreur », mais le 28 août, Vitali Tchourkine, représentant de la Russie à l'ONU, admet en session du Conseil de sécurité à New York que « des volontaires russes combattent dans le Donbass » et que, selon lui, « les États-Unis envoient eux-mêmes des dizaines de conseillers militaires à l'état major de Kyïv ».
Laurent Fabius, ministre des Affaires étrangères français, déclare quant à lui que « lorsqu'un pays envoie des forces militaires dans un autre pays sans l'accord et contre l'accord de cet autre pays, ça s'appelle une intervention et évidemment c'est inacceptable. Si la Russie ne modifie pas en urgence son comportement, il est probable que les sanctions européennes seront renforcées. »
Le 31 août, Poutine appelle à des négociations « sur des questions d'organisation politique de la société et du système d'État dans le but de garantir d'une manière inconditionnelle les intérêts légaux des habitants du Donbass ». En France, cette annonce est traduite dans certains médias comme un appel à la formation d'un État, ce qui est rapidement démenti par le Kremlin. Les accords de Minsk II, du 12 février 2015, sont signés selon le Format Normandie (Hollande-Merkel-Porochenko-Poutine) et mettent en place un cessez-le-feu. Poutine déclare quelques jours plus tard qu'il « espère que les autorités ukrainiennes ne vont pas empêcher les soldats ukrainiens de déposer leurs armes » à propos de l'encerclement de Debaltseve et il ajoute que « ce qui se passe actuellement à Debaltseve peut être expliqué et était prévisible », l'encerclement étant antérieur à la signature des accords de Minsk. La ville est évacuée par les soldats ukrainiens le 18 février 2015.